# TVN Media
TVN Media es una empresa de medios panameña, dedicada a la producción y emisión de diversos canales de televisión tanto de televisión abierta como de cable y de radio.

## Historia
El 4 de octubre de 2012, durante un evento se anunció la creación de TVN Media, debido al interés de la empresa Televisora Nacional S.A. en lanzar una estación de radio y crear nuevas divisiones de servicios para sus clientes.
En 2013, de manera oficial inicia operaciones el conglomerado de medios que incluiría a los canales de televisión; TVN, TVMax y a la emisora de radio; TVN Radio.
En 2019, se lanza la plataforma digital "TVN Pass", para visualizar los contenidos de todos los medios de la empresa en una sola plataforma de streaming.
En 2020, la empresa expande su cartera de medios al adquirir las emisoras Radio Panamá y Los 40, pero en mayo de 2020 la transacción no se completó debido a los efectos de la pandemia Covid-19.

## Medios de comunicación

### Canales de Televisión abierta
| Logo | Canal                   | Programación | Fundación           | Señales                                        |
| ---- | ----------------------- | --- | ------------------- | ---------------------------------------------- |
|      | TVN La Emoción de Estar | Canal principal generalista, su programación se basa en noticias, novelas, películas, programas de entretenimiento y reality shows.                                     | 23 de abril de 1962 | Canal 2 (Análogo) Canal 45 (TDT) y repetidoras |
|      | TVMax Somos TVMax       | Canal secundario generalista, su programación está dedicado en su mayoría hacia el público masculino, con series, películas, programas variados, deportes, entre otros. | 3 de abril de 2005  | Canal 9 (Análogo) Canal 46 (TDT) y repetidoras |

### Canales de televisión por suscripción
| Logo | Canal                                  | Programación                                                                                                  | Fundación           | Cobertura |
| ---- | -------------------------------------- | --- | ------------------- | --------- |
|      | Tigo Sports El Canal de nuestro futbol | Canal temático de deportes, se basa en programación deportiva y eventos de diferentes disciplinas deportivas. | 22 de julio de 2022 | Panamá    |

### Radio
| Logo | Emisora              | Programación | Fundación          | Frecuencias           |
| ---- | -------------------- | --- | ------------------ | --------------------- |
|      | TVN Radio Es para ti | Primera emisora de género informativo y musical, se basa en noticias de TVN y programas propios, también con música Pop, Electrónica, Reguetón, entre otros. | 1 de enero de 2013 | 96.5 FM y repetidoras |

## Productoras y servicios
TVN ofrece servicios adicionales.
| Nombre   | Servicios                                           |
| -------- | --------------------------------------------------- |
| TVN Pass | Servicio de transmisión en vivo y aplicativo móvil. |
| Top Line | Productora de contenidos televisivos.               |
| Jesmar   | Productora de contenidos televisivos.               |